# Los Molinos (Almería)
Los Molinos es un barrio perteneciente al municipio español de Almería. Está situado en la parte este del casco urbano de la ciudad. Se encuentra delimitado por la Carrera Alhadra al oeste y norte, al sur por la Carretera de Níjar y calle Pilones, y al este por las vías del ferrocarril.

## Historia

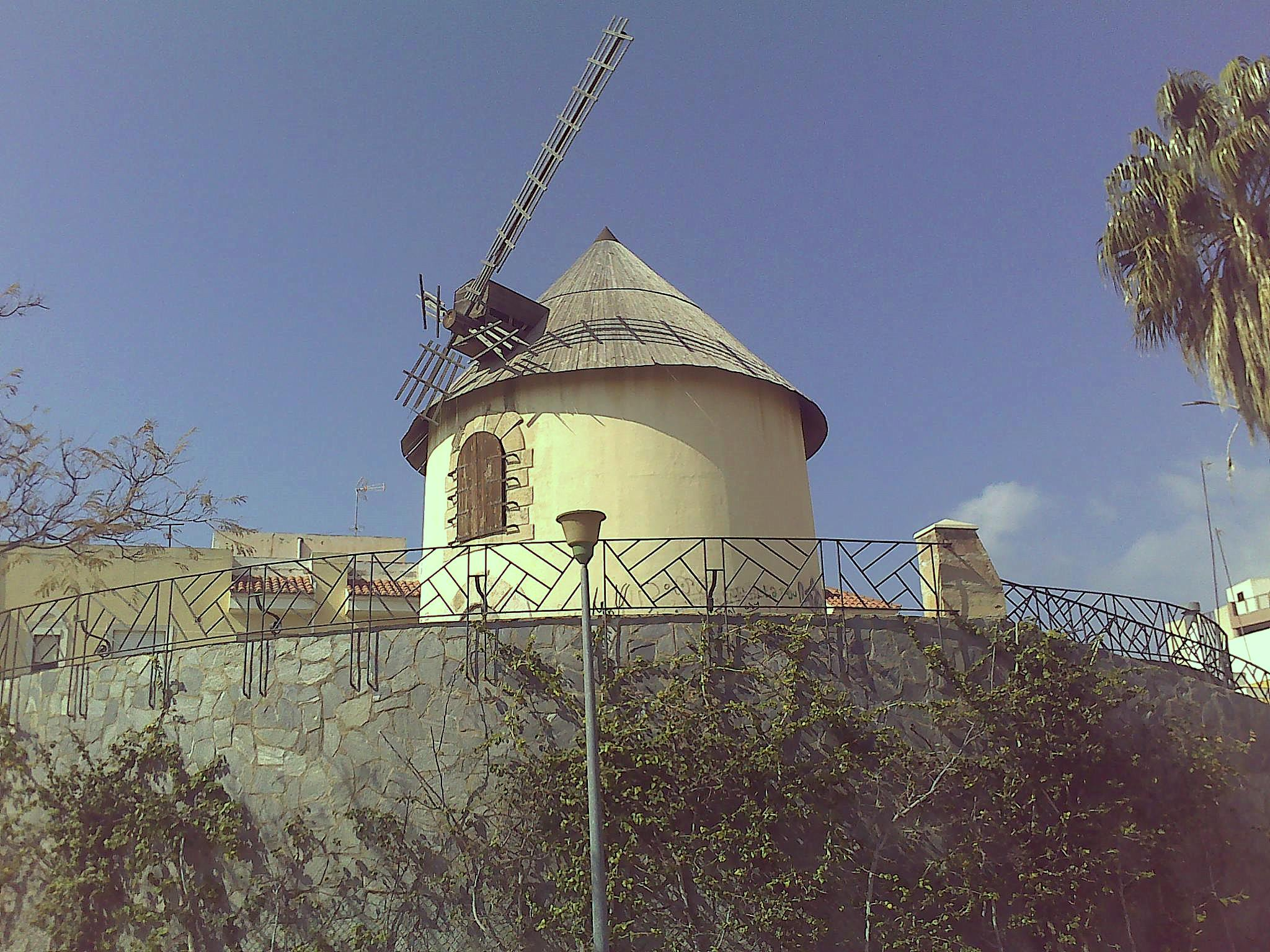
El molino de los Díaz, erigido en 1849, antes de su restauración, uno de tantos que dieron nombre al barrio.

Existen indicios de que la zona ha estado ocupada desde tiempos muy remotos. Tanto es así, que durante la construcción de una fábrica a mediados del siglo XIX fue descubierta una tumba de época neolítica en buen estado de conservación, manteniendo incluso el ajuar. Durante la Edad Media estaba cuajada de huertas, aprovechando las aguas del río Andarax, de las Fuentes de Alhadra y la Fuente del Mamí. Hasta la mitad del siglo XX, el barrio era una zona eminentemente agrícola, salpicada de molinos de viento. Durante la primera mitad del siglo XIX quedaban aún cinco molinos de viento en funcionamiento. Después de la riada del 11 de septiembre de 1891, se construyó en la zona de sur del barrio la barriada de la Misericordia, por la zona de la actual Plaza de Fátima, erigiéndose en 1893 la Escuela de Los Molinos y a finales de este siglo también la Ermita de San Antonio de Padua.

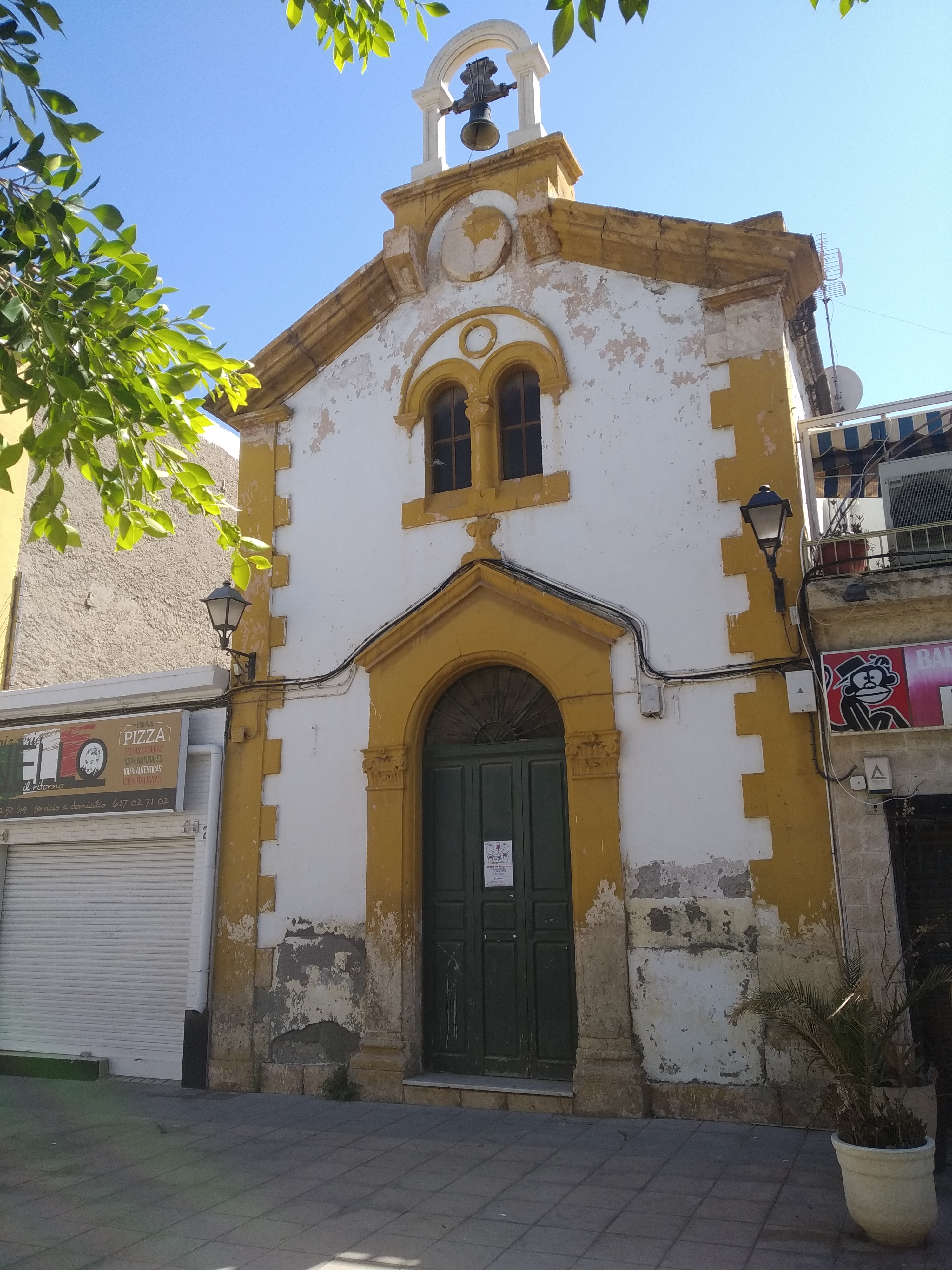
Capilla de San Antonio de Padua, actualmente abandonada

Los Molinos es un barrio completamente consolidado y urbanizado. De su pasado agrícola aún pueden observarse restos de huertas y solares en la Carrera de Alhadra, así como balsas junto al instituto del mismo nombre. En esta calle aún queda una huerta que vende productos llamada "Huerta del Blanco y Negro" que ocupa tres hectáreas, con producción todo el año de agricultura ecológica. De los molinos que le daban nombre solamente conserva el Molino de los Díaz, con más de 160 años de antigüedad, y rehabilitado en el año 2012. Su actual iglesia, la de Santa María de Magdalena, construida en 1968, ha condenado a la capilla de San Antonio de Padua al olvido. En el año 2006 tanto el altar como la talla del patrón, San Antonio de Padua fueron trasladados a la Iglesia de Santa María Magdalena, produciéndose el cierre permanente de la misma.

## Equipamientos públicos
En materia de salud el  barrio dispone de un consultorio médico para citas de atención primaria. Fue inaugurado en el año 2006. Respecto a equipamientos educativos se encuentra un colegio, Ave María del Diezmo, y dos institutos, IES Alhadra, y el IES Albaida. Existe una guardería municipal abandonada y en ruinas. En materia deportiva, dispone del "Complejo Deportivo Municipal de Tenis de Los Molinos", que cuenta con dos vestuarios y cuatro pistas de tenis; y el "Complejo Deportivo Constantino Cortés", con 1 campo de fútbol 11, otro de fútbol 7, 1 pista polideportiva, 1 gimnasio y dos pistas de pádel. En esta instalación juega Los Molinos CF como local. Por último, en la calle Pilones se encuentra el recinto ferial del barrio. Es un espacio de 6.500 metros cuadrados, donde tradicionalmente se han desarrollado las fiestas del barrio y en el año 2017 fue asfaltado por el ayuntamiento de Almería.

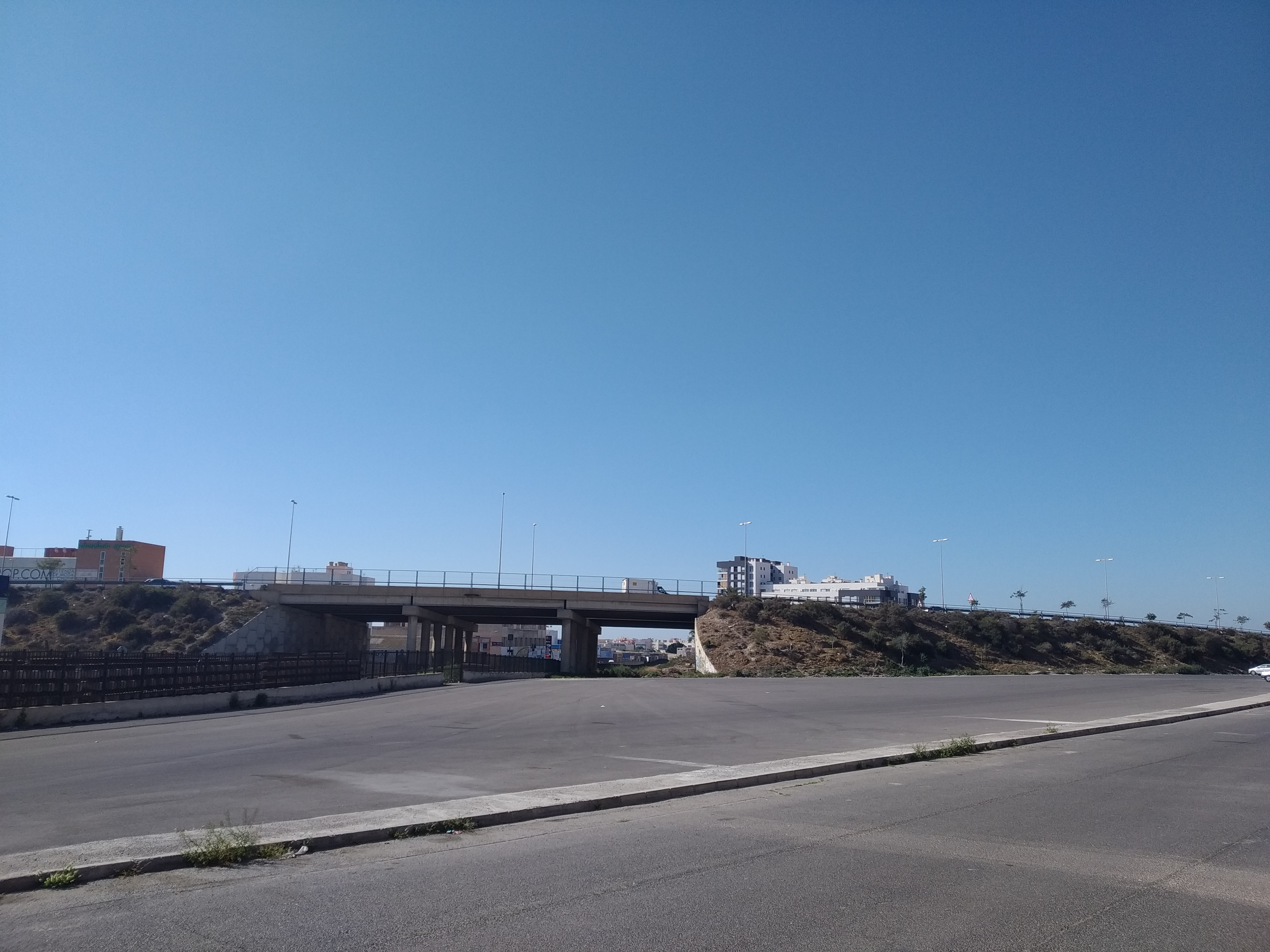
Recinto ferial de Los Molinos

## Transporte
A pesar de su situación alejada del centro de la ciudad goza de unas buenas comunicaciones con el mismo y con el resto de la ciudad y el municipio. La Carretera de Níjar es un punto de acceso al levante del municipio, existiendo en la misma paradas de las líneas 20, 22 y 30, uniendo la ciudad con el Hospital del Toyo, Aeropuerto y El Alquián y Retamar-El Toyo respectivamente. Así mismo la línea 6 conecta el barrio de El Puche con Pescadería, haciendo parada también en la Carretera de Níjar, conectando el barrio con la Puerta Purchena y el Paseo de Almería. La línea 8 conecta la céntrica Rambla con el Centro Comercial Torrecárdenas con frecuencias de una hora y sin servicio los domingos; atraviesa el corazón del barrio y Las Chocillas. Por último la línea 3 conecta el barrio con el Hospital de Torrecárdenas y el barrio costero de Nueva Almería, aunque esta línea tiene la escasa frecuencia de cada hora.
|                                                                                      | Surbus Ir a la base de datos | Surbus Ir a la base de datos | Surbus Ir a la base de datos | Surbus Ir a la base de datos | Surbus Ir a la base de datos |
| Línea                                                                                | Trayecto                     | Horario 1 Laborables         | Horario 2 Sábados            | Horario 3 Festivos           | Frecuencia 1/2/3             |
| ------------------------------------------------------------------------------------ | ---------------------------- | ---------------------------- | ---------------------------- | ---------------------------- | ---------------------------- |
|                                                                                      | El Puche-Pescadería          | 7:10 a 22:20                 | 7:00 a 22:00                 | 7:40 a 22:00                 | 20´/35´/ 35´                 |
|                                                                                      | Centro-Hospital de El Toyo   | 6:25 a 22:10                 | 6:35 a 22:30                 | 6:35 a 22:45                 | 50´/90´/ 90´                 |
|                                                                                      | Torrecárdenas-Nueva Almería  | 6:55 a 22:52                 | 6:55 a 22:52                 | 6:55 a 22:52                 | 60´/60´/ 60´                 |
|                                                                                      | Los Molinos-CC Torrecárdenas | 7:00 a 22:25                 | 7:00 a 22:25                 | (sin servicio)               | 60´/60´/ SS                  |
| - La frecuencia y el horario se refire a: Laborables / Sábados / Domingos y festivos |                              |                              |                              |                              |                              |

## Cultura

### Patrimonio
- Iglesia de Santa María Magdalena
- Molino de los Díaz
- Casa de Don Bosco
- Edificio Protección Civil
- Antiguas Escuelas. Fueron construidas en 1893.[11]
- Villa Soledad[12]
- Casas de la Misericordia.
- Capilla de San Antonio de Padua.
- Balsa de la Carrera Alhadra. Balsa de uso agrícola que actualmente está en desuso. Ha sido rellena con tierra, y parte del perímetro ha sido derribado para hacer una puerta. Un vecino guarda caballos en la misma. No tiene ningún tipo de protección.

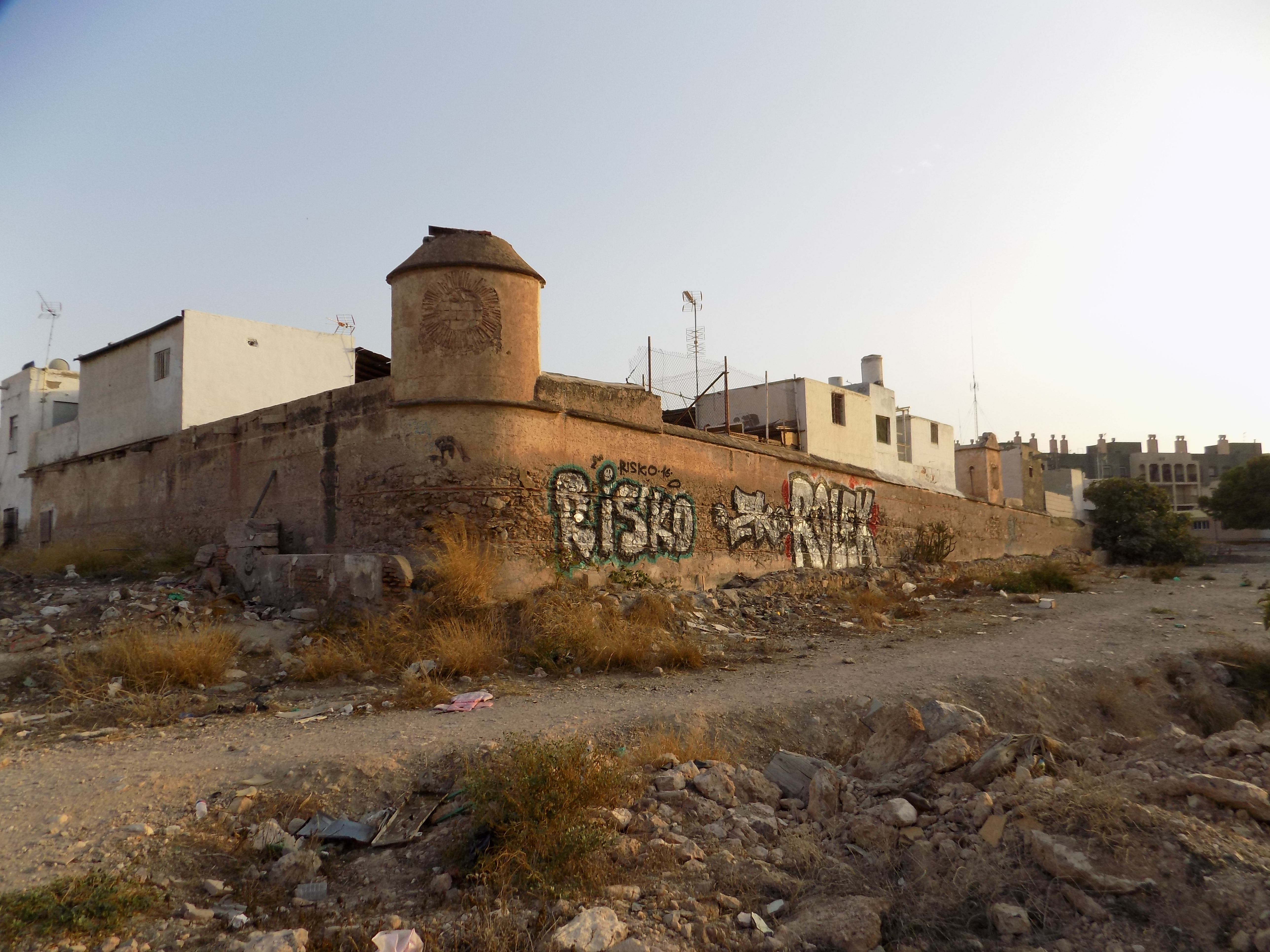
Antiguo castillo del Diezmo.

- Refugios de la guerra civil.
- Castillo del Diezmo.Antiguo castillo del Diezmo.

### Patrimonio Cultural Inmaterial

#### Fiestas
Las fiestas se celebran por San Antonio de Padua, patrón del barrio. Inauguradas con el pregón, se realizan diversas actividades. En el recinto ferial se instalan puestos restauración y atracciones para los niños. También se celebra un pasacalles y se saca la imagen de San Antonio de Padua en procesión por las calles del barrio.

#### Tradiciones
Existe una Hermandad, Nuestro Padre Jesús de la Humildad y Paciencia, María Santísima de Gracia y Amparo y San Juan Evangelista, conocida como Coronación , que procesiona en Martes Santo en Semana Santa. Fue fundada en 1990 y tiene un gran arraigo en el barrio. Procesiona con dos tallas, la de Nuestro Padre Jesús de la Humildad y Paciencia, y María Santísima de Gracia y Amparo y San Juan Apóstol y Evangelista, obra de Salvador Madroñal Valle. Los penitentes van vestidos con túnica blanca con capa y antifaz morado y burdeos. Es la procesión que más recorrido hace, ya que se desplaza desde la iglesia de Los Molinos hasta Carrera Oficial. En el año 2018, por primera vez en su historia no salió desde el barrio para salir desde el centro de la ciudad por la falta de costaleros. En la Semana Santa de Almería de 2019 , la hermandad decide no ir al centro de la ciudad ni pasar por Carrera Oficial haciendo el recorrido íntegro en el barrio con una duración de cuatro horas. Dicha decisión fue tomada debido a la falta de costaleros para hacer tal recorrido a fin de evitar pagar a otras personas para que realicen ese trabajo como ha ocurrido en otras hermandades.

## Deportes
Los éxitos deportivos más notables han sido en el fútbol. Los Molinos Club de Fútbol fue fundado en 1973, en la temporada 75/76 consiguió el ascenso a la máxima categoría juvenil, la División de Honor, donde ha competido durante más de treinta años. Por el campo molinero "Constantino Cortés" han pasado los juveniles de los grandes equipos del panorama nacional, tales como el Real Madrid con Sanchís y Míchel, o el Valencia con Camarasa. Las precarias instalaciones de Los Molinos C.F. no impidió mantenerse en lo más alto del panorama juvenil. El equipo sénior debutó en Tercera División (su máxima categoría alcanzada) en la temporada 2013/14, quedando en la 16.ª posición. Su segunda temporada acabó en la 20.ª posición descendiendo de categoría. Los últimos años no han sido muy buenos tanto para el equipo sénior como el juvenil. El equipo sénior consiguió la 16.ª posición en el Grupo IV de la 1.ª División Andaluza en la temporada 2015/2016. En la actual temporada 2016/17 no ha sacado equipo sénior. El equipo juvenil encadenó dos descensos en dos temporadas, pasando de militar en la máxima categoría, a la categoría de bronce en la actual temporada 2016/17. Tras realizar una excelente temporada en Segunda División Andaluza, consigue el ascenso a la división de plata del fútbol juvenil militando en el grupo 13 de Liga Nacional para la temporada 2017/2018. 
La Escuela Municipal de Tenis de Los Molinos consiguió en mayo de 2016 un logro jamás cosechado antes a nivel nacional. La almeriense María Dolores López se convirtió en la primera española en ganar el torneo Roland Garros en categoría sub-13.
En el barrio existe mucha afición al fútbol, teniendo la UD Almería muchos apoyos. Concretamente, existen dos peñas de la UD Almería. Una de ellas es la Peña Orgullo Almeriense , con sede en la AVV San Antonio, y la otra, "Peña Almeriense de los Molinos" sita en el bar Alhadra. Ambas peñas han hecho numerosos viajes pro la geografía nacional apoyando al equipo. A destacar el viaje de ambas Peñas a Lugo en la temporada 20017/18 en el último partido donde la UD Almería consiguió la salvación in extremis.
Existe una peña del Real Madrid Club de Fútbol llamada "Peña Madridista de Los Molinos" que fue fundada en el año 2001.